# Coelioxys gonaspis
Coelioxys gonaspis är en biart som beskrevs av Cockerell 1924. Coelioxys gonaspis ingår i släktet kägelbin, och familjen buksamlarbin. Inga underarter finns listade i Catalogue of Life.